# Tommi Kautonen
Tommi Kautonen (Lahti, 24 december 1971) is een voormalig profvoetballer uit Finland, die speelde als verdediger gedurende zijn carrière. Hij beëindigde zijn actieve loopbaan in 2006 bij de Finse club FC Lahti, waar hij vier seizoenen onder contract stond. Kautonen stapte nadien het trainersvak in.

## Interlandcarrière
Kautonen kwam in totaal negen keer (nul doelpunten) uit voor de nationale ploeg van Finland in de periode 1998-2001. Onder leiding van de Deense bondscoach Richard Møller-Nielsen maakte hij zijn debuut op 19 augustus 1998 in de vriendschappelijke uitwedstrijd tegen Slowakije (0-0) in Košice.

## Erelijst
MyPa
- Beker van Finland

1995
 VPS Vasaa
- Finse Liga Beker

1999, 2000